# Đinh Văn Xương
Đinh Văn Xương (sinh tháng 10 năm 1933) là Thượng tướng Không quân Quân Giải phóng Nhân dân Trung Quốc (PLAAF). Ông từng giữ chức Chính ủy Không quân PLA.

## Tiểu sử
Đinh Văn Xương sinh tháng 10 năm 1933 tại Túc Châu, tỉnh An Huy. Tháng 7 năm 1951, ông tham gia Quân Giải phóng Nhân dân Trung Quốc. Tháng 5 năm 1956, ông gia nhập Đảng Cộng sản Trung Quốc. Ông tốt nghiệp Trường Bộ binh số 16 PLA và cũng học tại Tổng đội dự khoa số 5 Không quân và Trường Hàng không số 10 Không quân.
Tháng 1 năm 1954, ông trở thành quân giới viên Sư đoàn Không quân, trợ lý viên giám sát khoa tổ chức, Phòng Chính trị Sư đoàn rồi Phó Chính ủy Đại đội bay. Tháng 3 năm 1966, ông được bổ nhiệm làm thư ký ban thư ký, Phòng Chính trị Quân đoàn Không quân. Tháng 10 năm 1970, ông được thăng chức lên vị trí Phó Trưởng phòng Cán bộ và sau đó là Trưởng phòng Cán bộ, Phòng Chính trị Quân đoàn Không quân rồi Phó Trưởng Ban Cán bộ, Cục Chính trị Không quân Quân khu Thẩm Dương.
Tháng 5 năm 1980, ông được bổ nhiệm làm Phó Chính ủy Sư đoàn Lực lượng hàng không Không quân. Tháng 7 năm 1981, ông được thăng chức lên vị trí Trưởng Ban Cán bộ, Cục Chính trị Không quân Quân khu Thẩm Dương. Tháng 5 năm 1983, ông được bổ nhiệm giữ chức Phó Chính ủy Quân đoàn 1 Không quân. Tháng 9 năm 1983 đến tháng 1 năm 1984, ông học tại Trường Đảng Trung ương Đảng Cộng sản Trung Quốc. Tháng 11 năm 1985, ông được bổ nhiệm làm Phó Chủ nhiệm Chính trị Không quân PLA. Tháng 4 năm 1988, ông được bổ nhiệm giữ chức Ủy viên Thường vụ Đảng ủy Không quân PLA, Chủ nhiệm Chính trị Không quân PLA. Tháng 3 đến tháng 5 năm 1989, ông học lớp nâng cao cán bộ cao cấp tại Đại học Quốc phòng PLA. Tháng 11 năm 1992 đến tháng 1 năm 1999, ông giữ chức Bí thư Đảng ủy Không quân PLA, Chính ủy Không quân PLA.
Ông là Ủy viên Ban Chấp hành Trung ương Đảng Cộng sản Trung Quốc khóa XIV, XV. Ông cũng là đại biểu Quốc hội khóa VII (1988-1993).

## Lịch sử thụ phong quân hàm
| Quân hàm |             |             |              |  |  |  |  |  |  |  |  |
| Cấp bậc  | Thiếu tướng | Trung tướng | Thượng tướng |  |  |  |  |  |  |  |  |
|          |             |             |              |  |  |  |  |  |  |  |  |